# Ернесту Гайзел
Ернесту Бекман Гайзел (на португалски: Ernesto Beckmann Geisel, [eɾˈnɛstu ˈbɛkmɐ̃ ˈɡajzew]) е бразилски офицер и политик от Алианса за национално обновление, 29-и президент на Бразилия.
Той е роден на 3 август 1907 година в Бенту Гонсалвис, щата Риу Гранди ду Сул, в семейство от немски произход. Постъпва в армията в ранна възраст и израства в йерархията, като през 1966 година достига званието генерал. След установяването на военния режим през 1964 година заема различни висши длъжности, а през 1974 – 1979 година е президент на Бразилия. На този пост той поставя началото на процеса на постепенно възстановяване на демокрацията, приключил при неговия приемник Жуау Фигейреду.
Ернесту Гайзел умира на 12 септември 1996 година в Рио де Жанейро.